# Henri Bosmans
Pour les articles homonymes, voir Bosmans.
Henri Bosmans, né le 7 avril 1852 à Malines (Belgique) et décédé le 3 février 1928 à Bruxelles, était un prêtre jésuite belge, mathématicien, mais surtout connu dans le domaine de l'histoire des mathématiques. Spécialiste des XVIe et XVIIe siècles, il s'occupa également de sélénographie.

## Biographie
Henri Bosmans entre d'abord au Séminaire de Malines où durant deux ans il étudie la philosophie (1869-1871). Le 3 octobre 1871, il entre chez les jésuites au noviciat de Tronchiennes qu'il achève, la deuxième année, à Arlon. Il fait ensuite des études de philosophie à Louvain (1872-1875) et enseigne les mathématiques au Collège Notre-Dame de la Paix à Namur (1877-1879) et au collège Sainte-Barbe à Gand (1879-1882).
Après les études de théologie préparatoire au sacerdoce (1882-1886) qu'il reçoit le 8 septembre 1885 à Louvain, il fait son troisième an à Tronchiennes (1886-1887). Nommé au collège Saint-Michel de Bruxelles en 1887, il y restera toute sa vie.
D'abord professeur de mathématiques il y devient rapidement préfet des études. Des problèmes de vision l'éloignent de l'enseignement et le tournent vers la recherche. En 1913, il est quasi aveugle, et le reste plusieurs mois.
Bosmans n'en occupe pas moins une place centrale dans la vie scientifique de la Belgique, en particulier dans la Société scientifique de Bruxelles et dans la Société mathématique de Belgique dont il est l’un des fondateurs, et le Président de 1923 à 1925. C'est grâce à lui que sont mieux connus aujourd'hui Matteo Ricci (missionnaire jésuite et homme de sciences en Chine), Ferdinand Verbiest, Antoine Thomas (missionnaire jésuite à Pékin), Guillaume Gosselin, Michel Coignet, Tycho Brahe, Simon Stevin, Christopher Clavius, Adrien Romain, Godefroy Wendelin, Willebrord Snell et Bachet de Méziriac.
Entretenant une correspondance suivie, avec Paul Mansion de l’Université de Gand (son maître), Paul Tannery, Moritz Cantor, Gustav Eneström (sv) ou George Sarton, il demeure une référence importante pour les mathématiciens et les historiens des sciences de Belgique, comme en témoignent les journées qui lui ont été consacrées les 12 et 13 mai 2006 dans les locaux de l’ULB et le 15 mai 2008 aux Facultés universitaires Notre-Dame de la Paix à Namur (FUNDP).

## Travaux et Œuvres

### Articles
- La bibliographie d'Henri Bosmans compte 298 articles et recensions, parfois écrits sous le pseudonyme de H. Braid. Un grand nombre de ces articles furent publiés dans les revues belges Annales de la société scientifique de Bruxelles, Revue des questions scientifiques et Mathesis (en). Ses travaux portent en particulier sur les mathématiciens des Pays-Bas méridionaux (de tradition catholique).
- On trouve une autre bibliographie de ses œuvres consacrées à l'astronomie par A. Rome (revue Isis, 1929) via Harvard
- Un volume lui fut consacré par Georges Sarton (fondateur d'Isis), et une récapitulation de ses travaux est entreprise par Albert Heeffer (pour le compte de l'ULB), Michel Hermans et Paul van Praag. On trouve une liste de ses travaux sur le site de l'ULB.

### Livres
- Ferdinand Verbiest, directeur de l'observatoire de Péking, Louvain, 1912.
- Documents relatifs à Ferdinand Verbiest, Bruges, 1912.
- L'œuvre scientifique de Matthieu Ricci S.J., Louvain, 1921.
- Le Jésuite mathématicien anversois, André Tacquet, Anvers, 1925.
- L'œuvre scientifique d'Antoine Thomas de Namur S.J., Louvain, 1926.